# Urosaurus auriculatus
Urosaurus auriculatus är en ödleart som beskrevs av  Cope 1871. Urosaurus auriculatus ingår i släktet Urosaurus och familjen Phrynosomatidae. Inga underarter finns listade i Catalogue of Life. Artepitet i det vetenskapliga namnet syftar antagligen på en struktur som liknar en örsnibb.
Denna ödla förekommer endemisk på Socorroön som tillhör Mexiko. Öns högsta topp ligger 1040 meter över havet. Exemplaren lever i torra skogar och i buskskogar. De klättrar ibland i träd och gömmer sig i bergssprickor. Honor lägger antagligen ägg.
Populationen påverkas av inroducerade djur som får, tamkatter och geckoödlan Hemidactylus frenatus. Öns yta är mindre än 5000 km². IUCN kategoriserar arten globalt som starkt hotad.